# Gustaaf Drossens
Gustaaf Narcisse Jean-Marie (Tshilembi) Drossens (Lokeren, 3 juni 1892 - Lokeren, 1 juni 1962) was een Vlaamse pater-scheutist en fotograaf.

## Opleiding
Drossens was een oud-student van Sint-Lodewijkscollege in Lokeren en vervolgens het Sint-Jozef-Klein-Seminarie te Sint-Niklaas, waar hij afstudeerde aan de retorica van 1911. In 1911 trad hij in het noviciaat te Scheut. Bij het begin van de Eerste Wereldoorlog zette hij zijn studies verder in Nederland, maar in 1915 werd hij opgeroepen als brancardier aan het IJzerfront. Na de oorlog, in 1919 hernam hij te Leuven
zijn studies.

## Carrière
Hij werd priester gewijd op 10 augustus 1921, en werd als missionaris naar de Kasaïprovincie in Belgisch Congo gezonden. Hij overleed te Lokeren op 1 juni 1962.

## Fotografie
Tijdens zijn verblijf aan het front in de Eerste Wereldoorlog fotografeerde Drossens zowel soldaten als gebouwen en de omgeving.
Eenmaal in Congo aangekomen ontpopte hij zich tot missiefotograaf.
In 2007 wijdde het KADOC een tentoonstelling aan het fotografisch oeuvre van hem.